# John Lasseter
John Alan Lasseter (ur. 12 stycznia 1957 w Los Angeles) – amerykański reżyser, scenarzysta i producent filmów animowanych. Jeden z założycieli oraz wiceprezes wytwórni Pixar Animation Studios (od 2006 Disney Pixar).
Prekursor animacji filmowej 3D, pięciokrotnie nominowany do Oscara. Zdobywca statuetki w 1989 za krótkometrażowy film Tin Toy. Wyróżniony w 1996 Oscarem specjalnym za wkład w rozwój światowej animacji.

## Wybrana filmografia
- 1979 Lady and the Lamp (reżyseria)
- 1986 Luxo Jr. (produkcja, scenariusz, reżyseria)
- 1988 Tin Toy (scenariusz, reżyseria)
- 1995 Toy Story (scenariusz, reżyseria)
- 1998 Dawno temu w trawie (scenariusz, reżyseria)
- 1999 Toy Story 2 (scenariusz, reżyseria)
- 2001 Potwory i spółka (produkcja)
- 2003 Gdzie jest Nemo? (produkcja)
- 2004 Iniemamocni (produkcja)
- 2006 Auta (scenariusz, reżyseria)
- 2011 Auta 2 (scenariusz, reżyseria)
- 2022 Łut szczęścia (produkcja)

## Najważniejsze wyróżnienia
- 2007 Oscar (nominacja), najlepszy film animowany (Auta)
- 2007 BAFTA (nominacja), najlepszy film animowany (Auta)
- 2007 Annie (nominacja), najlepsza reżyseria (Auta)
- 2002 Oscar (nominacja), najlepszy film animowany (Potwory i spółka)
- 2000 Annie, najlepsza reżyseria (Toy Story 2)
- 2000 Annie, najlepszy scenariusz (Toy Story 2)
- 1999 Annie (nominacja), najlepsza reżyseria (Dawno temu w trawie)
- 1999 Annie (nominacja), najlepszy scenariusz (Dawno temu w trawie)
- 1996 Oscar (nominacja), najlepszy scenariusz (Toy Story)
- 1996 Oscar, nagroda specjalna za wkład w rozwój animacji (Toy Story)
- 1996 Annie, najlepsza reżyseria (Toy Story)
- 1989 Oscar, najlepszy krótkometrażowy film animowany (Tin Toy)
- 1987 37. MFF w Berlinie, Srebrny Niedźwiedź za najlepszy film krótkometrażowy (Luxo Jr.)
- 1987 Oscar (nominacja), najlepszy krótkometrażowy film animowany (Luxo Jr.)